# Karandasch

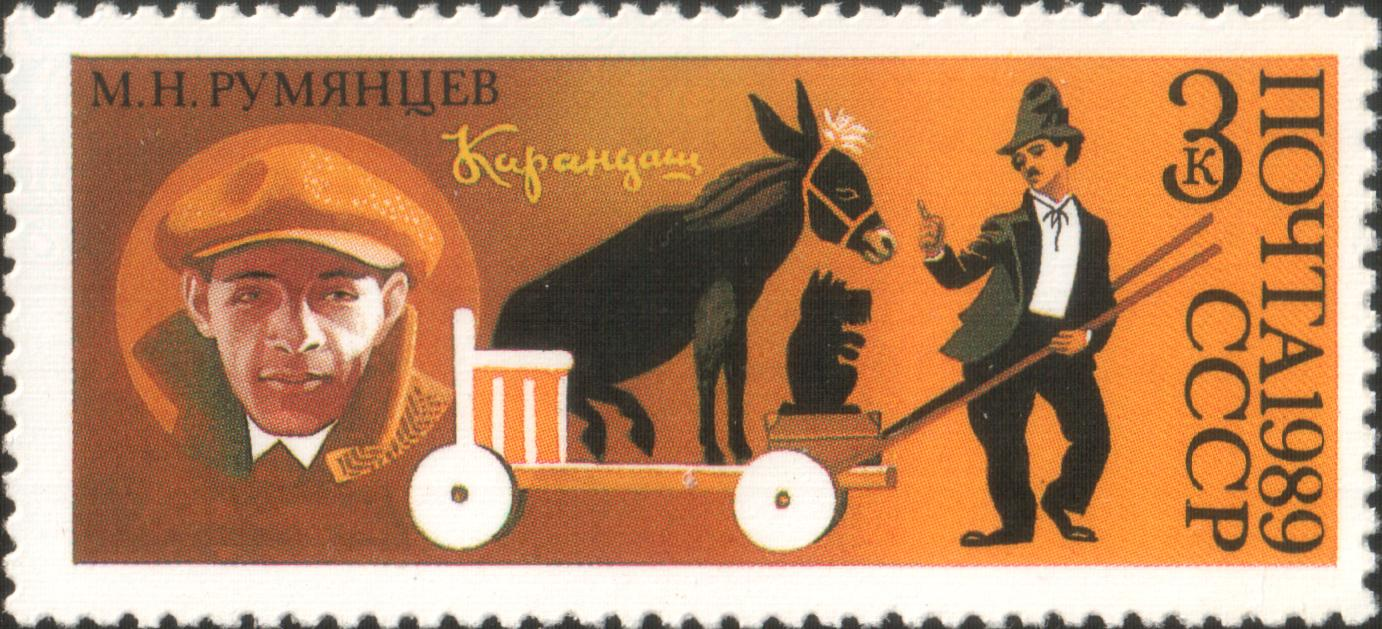
Sowjetische Briefmarke zu Ehren Rumjanzews (1989)

Karandasch (russisch каранда́ш „Bleistift“, eigentlich Michail Nikolajewitsch Rumjanzew, russisch Михаи́л Никола́евич Румя́нцев; * 27. Novemberjul. / 10. Dezember 1901greg. in Sankt Petersburg; † 31. März 1983 in Moskau) war ein russischer Clown.

## Etymologie
Das russische Wort karandasch (russisch: карандаш) für dt. „Bleistift“ stammt nicht vom Namen der schweizerischen Schreibgerätefirma Caran d’Ache ab. Nachweislich kannten die Russen bereits im 18. Jahrhundert das Wort Karandasch «schwarzer Stein», das auch für deutsch Bleyfeder (Bleistift) und Röthelstein (Malstift) gebraucht wurde. Russisch Karandasch soll sich von türkisch kara (schwarz) und daš (Stein, Schiefer) ableiten.

## Leben
Michail Rumjanzew war der Sohn eines Schlossers, der in einem Siemens-Werk arbeitete. Die Mutter starb 1907 – der Vater heiratete ein zweites Mal. Rumjanzew besuchte eine Grafikschule, die er jedoch nicht beendete. Stattdessen ging er in das Dorf seines Vaters, wo er in einem kleinen Theater Plakatmaler wurde. Von dort wechselte er nach Twer und schließlich nach Moskau. Hier entschloss er sich 1926, die damals neu gegründete Moskauer Schule für Zirkus- und Varietékunst zu besuchen. Als einer der ersten Absolventen dieser Schule imitierte Michail Rumjanzew eine Zeitlang den Schauspieler Charlie Chaplin. Dann legte sich Rumjanzew den Künstlernamen Karandasch zu und entwickelte ein eigenes Kostüm und einen eigenen Charakter: Ein Landmensch – in abgetragener und zu großer Kleidung – setzte die Beobachtungen des Alltags in Komik um. Sein Markenzeichen war dabei ein Esel, mit dem er auftrat: Karandasch hat sein Leben lang seinem Volk nicht nur aufs Maul, sondern auch ins Gesicht, nicht nur auf Arme und Beine, sondern auch auf Jacke und Beinkleid geschaut und seine Beobachtungen zu Komik destilliert.

Grab von Karandasch auf dem Kunzewoer Friedhof in Moskau

## Zitat
Natürlich habe ich nicht alles gesagt, aber was ich gesagt habe, das sollte zeitgemäß sein.
 Jeder Künstler hat seinen eigenen Weg zur Wahrheit. Ich habe den komischen Weg gewählt.